# Theodoros Pangalos
Theodoros Pangalos (in greco Θεόδωρος Πάγκαλος?; Salamina, 11 gennaio 1878 – Kifissia, 26 febbraio 1952) è stato un generale e politico greco di origine albanese (arvanita).
Ufficiale di stato maggiore ed ardente venizelista (anti-realista), Pangalos giocò un ruolo fondamentale nella rivolta del settembre del 1922 che depose il re Costantino I di Grecia ed istituì la Seconda Repubblica ellenica. Nel giugno del 1925 Pangalos portò innanzi un sanguinoso colpo di Stato ed assunse il potere formalmente come Primo Ministro riconosciuto dall'Assemblea Nazionale. Come "dittatore costituzionale" egli governò il paese sino al rovesciamento del suo regime nell'agosto del 1926. Dall'aprile del 1926 sino alla sua deposizione, egli ottenne anche l'incarico di Presidente della Repubblica Ellenica, lasciando poi l'incarico al suo predecessore Pavlos Kountouriotis.
Dopo il suo governo, Pangalos venne arrestato a seguito di uno scandalo ma rilasciato due anni dopo grazie alla sua amicizia con Eleutherios Venizelos. Da quel momento, Pangalos non riuscì più a guadagnarsi il pieno supporto popolare e non ricoprì più incarichi governativi. Durante l'Occupazione della Grecia da parte delle potenze dell'Asse, Pangalos e gli ufficiali militari a lui vicini svolsero un ruolo nella costituzione dei Battaglioni di sicurezza. Era ampiamente sospettato di collaborazionismo con i tedeschi. Autorizzato da un tribunale del dopoguerra, si candidò senza successo ad una carica politica e morì nel 1952.

## Biografia

### I primi anni

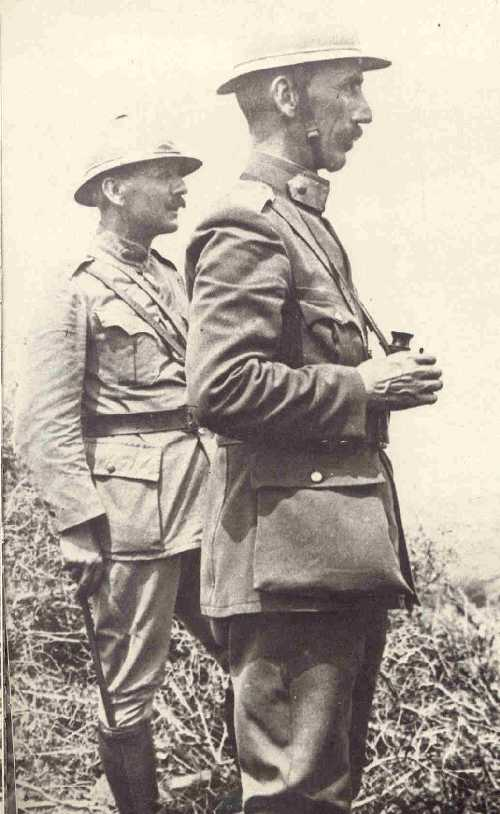
L'allora colonnello Pangalos (a sinistra) col tenente generale Konstantinos Nider sul fronte macedone nel 1917.

Pangalos nacque sull'isola di Salamina. Sua madre era discendente di un combattente locale arvanita della guerra d'indipendenza greca, Giannakis Meletis (Hatzimeletis), mentre per parte paterna egli discendeva da una famiglia aristocratica dell'isola di Kea.
Dopo aver deciso ancora giovane d'intraprendere la carriera militare, nel 1900 si diplomò all'Accademia militare nazionale per proseguire i suoi studi a Parigi in Francia. Durante le guerre balcaniche del 1912-13 prestò servizio come ufficiale di stato maggiore nella 6ª Divisione fanteria. Era a capo delle forze che entrarono a Sidirokastro (Demir Hisar) durante la seconda guerra balcanica. Nel 1916 supportò Eleutherios Venizelos nella sua battaglia politica contro il governo di Costantino I di Grecia e venne incaricato di reclutare il 9º Reggimento cretese per il nuovo governo. Tuttavia, non ebbe la possibilità di guidarlo in battaglia, perché quando il re Costantino abdicò e Venizelos assunse il governo di tutta la Grecia nel giugno 1917, venne nominato capo del dipartimento del personale presso il Ministero degli Affari Militari. All'inizio del 1918 andò al fronte come capo di fanteria della 1ª Divisione fanteria nel settore dello Struma del fronte macedone. Alla fine del 1918 venne nominato capo di stato maggiore del quartier generale, ricoprendo l'incarico fino alla vittoria elettorale dell'Opposizione Unita filo-realista e anti-venizelista nel novembre 1920, quando venne congedato dall'esercito.
Nel 1922, Pangalos supportò la rivoluzione dell'11 settembre 1922 guidata da Nikolaos Plastiras, che abolì la monarchia in Grecia e proclamò la Seconda repubblica ellenica, e svolse un ruolo importante nella rapida istituzione del regime ad Atene, mentre Plastiras e l'esercito stavano ancora salpando da Chio. Il suo primo incarico da ministro della Guerra fu quello di perseguire i monarchici attraverso i tribunali militari di stato in quello che divenne noto come processo dei Sei, che portò a sei esecuzioni di capi monarchici; si recò dunque a Tessalonica ove riorganizzò l'esercito greco in Macedonia ed in Tracia dal momento che la guerra con la Turchia ancora non era terminata e si temeva un attacco imminente alla regione. La riorganizzazione diede gli effetti voluti ed il comandante greco si preparò per una possibile avanzata nella Tracia orientale. Temendo nuovi scontri, venne infine siglato il Trattato di Losanna.
Strenuo nazionalista, Pangalos rigettò i termini del trattato e dichiarò alle sue truppe che avrebbe comunque attaccato la Turchia di modo da bloccare il pericolo da essa costituito per la Grecia. Egli venne forzato a dare le dimissioni, ma era ormai un personaggio così popolare che molte parti della società greca erano ormai concordi nel rigettare i termini siglati a Losanna. Durante il periodo dell'instabilità politica che seguì, Pangalos colse l'occasione per ottenere nuove posizioni politiche favorevoli ai suoi ideali.
Partecipò alla soppressione del fallito tentato colpo di stato di Leonardopoulos-Gargalidis nell'ottobre 1923 e venne eletto in Parlamento per Salonicco a dicembre. Venne nominato ministro dell'Ordine Pubblico nel governo di Alexandros Papanastasiou il 31 marzo 1924, ricoprendo la carica fino al 18 giugno, quando divenne nuovamente ministro degli Affari Militari, mantenendo la carica fino alle dimissioni del governo il 25 luglio 1924.

### La presa di potere

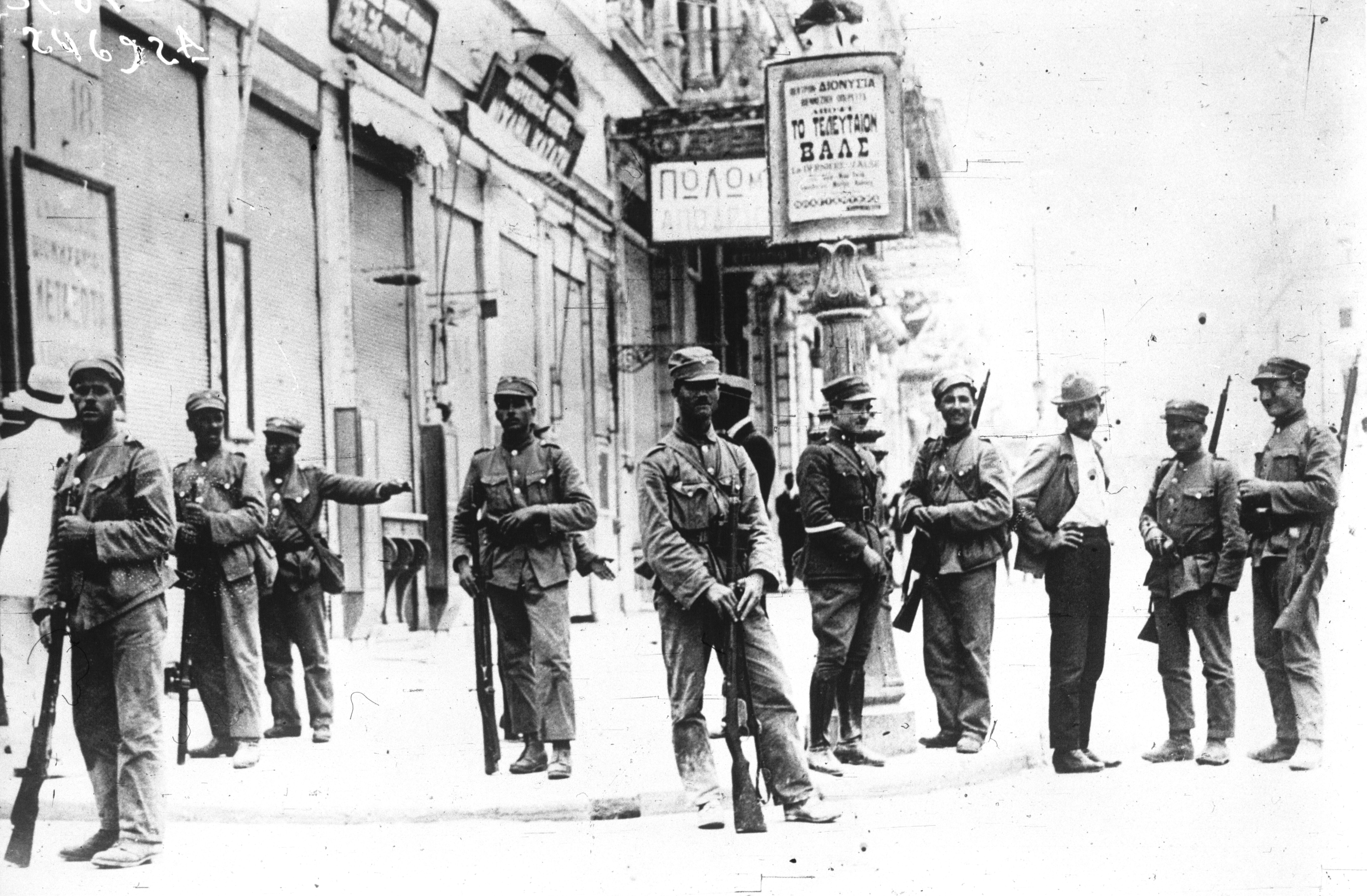
Soldati per le strade di Atene durante il colpo di stato di Pangalos del 1925.

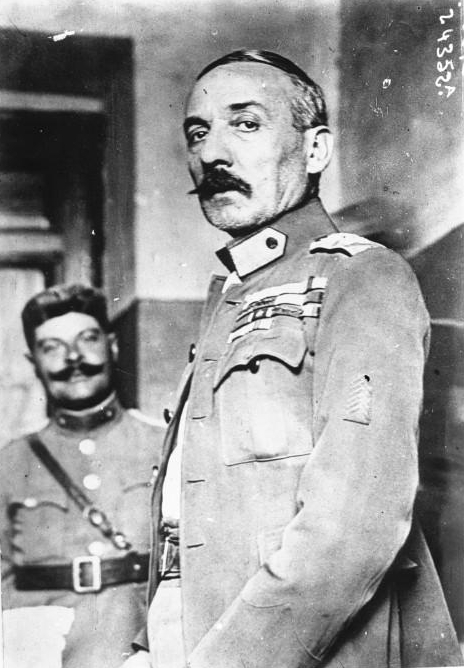
Il generale Pangalos poco dopo la sua presa di potere in Grecia

Il 24 giugno 1925, gli ufficiali leali a Pangalos, temendo per l'instabilità politica che stava ponendo a rischio lo Stato greco, decisero di rovesciare il governo in carica con un colpo di stato e costrinsero il presidente Paulos Kountouriōtīs a nominare Pangalos come primo ministro. Pangalos immediatamente abolì la neonata repubblica ed iniziò a perseguire tutti quelli che si opponevano alla sua autorità, incluso il suo vecchio capo, Plastrias. La libertà di stampa venne abolita e vennero poste in atto molte leggi repressive (tra cui una che dettava la lunghezza delle gonne delle donne, a non più di 30 cm dal suolo), mentre Pangalos si concesse personalmente la Gran Croce dell'Ordine del Salvatore. Pangalos dichiarò lo stato di emergenza il 3 gennaio 1926 ed assunse poteri dittatoriali. Nell'aprile 1926, si fece anche eleggere presidente in un'elezione truccata. Sul fronte economico Pangalos tentò di svalutare la valuta ordinando il taglio a metà delle banconote.
La sua incapacità politica e diplomatica, ad ogni modo, divenne presto evidente. Egli concesse troppi vantaggi al commercio jugoslavo a Tessalonica e soprattutto coinvolse la Grecia nella cosiddetta guerra del cane randagio, danneggiando le già tese relazioni internazionali della Grecia. Per quanto riguarda i rapporti con la Turchia, non era ancora d'accordo con il trattato di Losanna e cercò di allearsi con l'Italia fascista in una guerra contro di essa, senza successo.
Ben presto, dunque, gran parte degli ufficiali che lo avevano aiutato a salire al potere decisero che doveva essere rimosso. Il 29 agosto 1926, un contro-colpo di stato guidato dal generale Georgios Kondylis lo depose e Kountouriōtīs tornò come presidente, mentre Pangalos venne imprigionato per due anni nella Fortezza di Izzeddin.

#### Le relazioni con l'Albania
Pangalos fu sempre aperto al dialogo con l'Albania in quanto discendente di arvaniti. La sua priorità nello stabilire buone relazioni diplomatiche con l'Albania venne presto materializzata in quattro accordi tra i due governi, che prevedevano tra le altre cose la confisca delle proprietà dei Cham e la concessione delle stesse ai rifugiati greci nella regione.

### Dopo il governo
Dopo il crollo del suo governo, Pangalos venne arrestato nel 1930 e rimase in carcere per due anni per essere poi rilasciato grazie ad un'amnistia promossa da Venizélos. Egli non riuscì più ad ottenere quel supporto popolare che aveva costituito la sua carriera al governo e non ottenne più ruoli nella politica greca. Dopo la conquista della Grecia da parte delle forze naziste nel 1941, Pangalos ed altri ufficiali venizelisti si mossero per sostenere il nuovo regime collaborazionista. Pur rimanendo nell'ombra, egli ebbe un ruolo chiave nell'istituzione dei Battaglioni di sicurezza, che sperava di usare sia contro il Fronte di Liberazione Nazionale dominato dai comunisti sia contro un possibile ritorno del re Giorgio II e del governo reale dall'esilio. Ambizioso, duro e capace, Pangalos era anche ampiamente diffidato per la sua avventatezza, megalomania e per essere generalmente "mezzo matto". Pangalos non prese formalmente posizione con i battaglioni di sicurezza, ma assicurò che ai suoi seguaci fossero assegnate posizioni chiave in essi. Pangalos era particolarmente vicino allo SS-Standartenführer Walter Blume, che era considerato il più estremo e violento di tutti i leader delle SS in Grecia. Nell'estate del 1944 Blume chiese a Pangalos di essere nominato primo ministro del fantoccio Stato Ellenico per sostituire Iōannīs Rallīs, che a quel punto era molto vicino a un esaurimento nervoso. Dopo la seconda guerra mondiale, egli venne accusato di collaborazionismo col nemico ma venne assolto da tutte le sue accuse nel settembre del 1945. Tentò di essere eletto nel parlamento greco nel 1950 ma senza successo e morì due anni dopo a Kifissia.
Suo nipote, anch'egli chiamato Theodoros Pangalos, è un politico greco ed è stato ministro nei governi del Movimento Socialista Panellenico.

## Nella cultura popolare
Theodoros Pangalos è menzionato nella canzone Stin epohi tou Pangalou (Ai tempi di Pangalos, Στην εποχή του Πάγκαλου) di Giorgos Mitsakis, originariamente cantata da George Dalaras.